# Griechischer Fußball-Supercup
Der Griechische Fußball-Supercup (griechisch Σούπερ Καπ Ελλάδος) war ein griechischer Fußballwettbewerb, in dem zu Beginn einer Saison der griechische Meister und der griechische Pokalsieger der abgelaufenen Saison in einem einzigen Spiel aufeinandertreffen.
Der Wettbewerb wurde in den Jahren zwischen 1980 zweimal inoffiziell und seit 1987 offiziell ausgetragen. Längere Unterbrechungen gab es von 1997 bis 2006. Seit 2008 wird er nicht mehr ausgespielt.

## Die Endspiele im Überblick
| Jahr                      | Austragungsort              | Sieger              | Ergebnis         | Finalist            |
| ------------------------- | --------------------------- | ------------------- | ---------------- | ------------------- |
| Inoffizielle Austragungen |                             |                     |                  |                     |
| 1980                      | Karaiskakis-Stadion, Piräus | Olympiakos Piräus   | 4:3              | A.S.C Kastoria      |
| Offizielle Austragungen   |                             |                     |                  |                     |
| 1987                      | Olympiastadion, Athen       | Olympiakos Piräus   | 1:0              | OFI Kreta           |
| 1988                      | Olympiastadion, Athen       | Panathinaikos Athen | 3:1              | AE Larisa           |
| 1989                      | Olympiastadion, Athen       | AEK Athen           | 1:1 (6:5 i. E.)  | Panathinaikos Athen |
| 1990–1991                 | keine Austragung            | keine Austragung    | keine Austragung | keine Austragung    |
| 1992                      | Olympiastadion, Athen       | Olympiakos Piräus   | 3:1              | AEK Athen           |
| 1993                      | Olympiastadion, Athen       | Panathinaikos Athen | 1:0              | AEK Athen           |
| 1994                      | Olympiastadion, Athen       | Panathinaikos Athen | 3:0              | AEK Athen           |
| 1995                      | keine Austragung            | keine Austragung    | keine Austragung | keine Austragung    |
| 1996                      | Karaiskakis-Stadion, Piräus | AEK Athen           | 1:1 (9:8 i. E.)  | Panathinaikos Athen |
| 1997–2006                 | keine Austragung            | keine Austragung    | keine Austragung | keine Austragung    |
| 2007                      | Karaiskakis-Stadion, Piräus | Olympiakos Piräus   | 1:0              | AE Larisa           |
| 2008–2025                 | keine Austragung            | keine Austragung    | keine Austragung | keine Austragung    |